# Circolo Canottieri Tirrenia Todaro
Il Circolo Canottieri Tirrenia Todaro è un'associazione sportiva di Roma.

## Storia

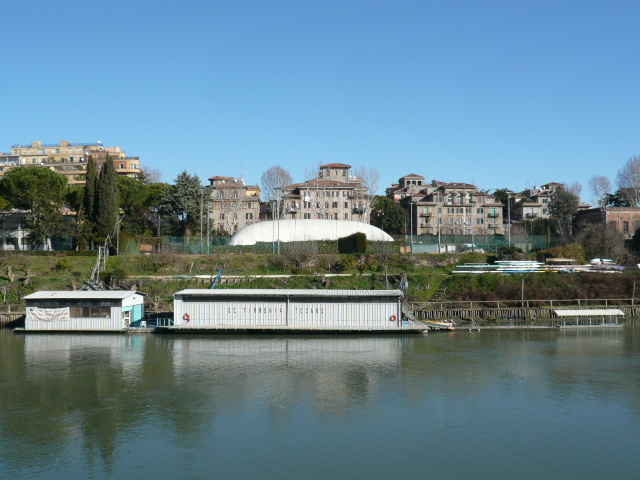
Il galleggiante del circolo

Il circolo venne fondato, come Circolo Canottieri Tirrenia, nell'immediato secondo dopoguerra da un gruppo di giovani capeggiati da Ernesto Todaro, il cui nome, dopo la prematura scomparsa nel 1958, per volere dei soci fondatori, venne aggiunto alla denominazione del circolo.
A partire dal 1946, il circolo condivise con il Centro Sportivo della Marina Militare il galleggiante della Caio Duilio, dal quale, pochi anni dopo, nel 1951, il Tirrenia venne sfrattato. Nel 1959 il circolo ha ottenuto la concessione demaniale per poco più di mezzo ettaro nel posto in cui si trova oggi la sede.
Tra gli allenatori nel 2014 si distingue Michele Petracci, che ha cominciato a praticare canottaggio proprio alla Tirrenia Todaro.